# 바티칸 사제들
《바티칸 사제들》(영어: The Vatican Tapes)은 미국에서 제작된 마크 네벌딘 감독의 2015년 초자연 공포 영화이다. 올리비아 테일러 더들리, 마이클 페냐 등이 출연하였고, 크리스 콜스 등이 제작에 참여하였다.

## 줄거리
27살 미국인 여성 앤절라는 갑자기 주변인에게 심각한 부상 혹은 죽음을 유발하며 악령 빙의 증상을 보이기 시작한다. 앤절라는 고대 악마의 힘을 지닌 적그리스도 현신으로 밝혀진다.
바티칸 시국 신부들은 성찬을 포함한 구마를 시행하고, 앤절라가 태생부터 기독교를 변칙적으로 따라했음이 드러난다. 앤절라가 매춘부에게서 태어난 것은 동정녀 마리아에게서 태어난 예수와 대비되며, 앤절라 입에서 나온 달걀 세 알은 삼위일체를 향한 조롱에 해당된다.
앤절라와 적그리스도가 분리 불가능한 수준으로 합일됐음을 깨달은 브룬 추기경은 앤절라를 죽이지만 앤절라는 되살아나며 예수의 부활을 모방한 뒤 로자노 신부를 제외한 신부 전원을 살해한다. 로자노 신부는 적그리스도의 재림을 바티칸에 알려야할 임무가 있기 때문이다.
3개월 뒤 병원에서 퇴원하고 바티칸 비밀문서고를 방문한 로자노 신부는 앤절라가 기적을 일으키며 추종자 무리를 형성했음을 알게 된다.
신과 사탄, 선악의 대전쟁이 시작된 것이다.

## 출연
- 올리비아 테일러 더들리 - 앤절라 홈스 역
- 마이클 페냐 - 오스카 로자노 신부, 로스앤젤레스 대교구 소속 역
- 두그레이 스콧 - 로저, 앤절라의 아버지 역
- 자이먼 운수 - 이마니 신부 역
- 페테르 안데르손 - 마티아스 브룬 추기경 역
- 캐슬린 로버트슨 - 리처즈 의사, 앤절라의 정신과의 역
- 존 패트릭 아메도리 - 피터 "피트" 스미스, 앤절라의 남자친구 역
- 마이클 퍼레이 - 해리스 형사 역
- 앨릭스 스패로 - 레지던트 쿨릭 역
- 캐스 앤바 - 파티 의사 역
- 앨리슨 로먼 - 정신병 환자 역
- 다니엘 베른하르트
- 터미나 서니
- 브루노 건
- 켄트 쇼크넥
- 멜 페어
- 제이 스테펀

## 기타 제작진
- 의상: 린지 매케이